# VSTM2A
VSTM2A (англ. V-set and transmembrane domain containing 2A) – білок, який кодується однойменним геном, розташованим у людей на 7-й хромосомі. Довжина поліпептидного ланцюга білка становить 236 амінокислот, а молекулярна маса — 25 833.
| 10         |  | 20         |  | 30         |  | 40         |  | 50         |
| ---------- |  | ---------- |  | ---------- |  | ---------- |  | ---------- |
| MMGIFLVYVG |  | FVFFSVLYVQ |  | QGLSSQAKFT |  | EFPRNVTATE |  | GQNVEMSCAF |
| QSGSASVYLE |  | IQWWFLRGPE |  | DLDPGAEGAG |  | AQVELLPDRD |  | PDSDGTKIST |
| VKVQGNDISH |  | KLQISKVRKK |  | DEGLYECRVT |  | DANYGELQEH |  | KAQAYLKVNA |
| NSHARRMQAF |  | EASPMWLQDM |  | KPRKNVSAAI |  | PSSIHGSANQ |  | RTHSTSSPQV |
| VAKIPKQSPQ |  | SGARIATSHG |  | LSVLLLVCGF |  | VKGALL     |  |            |

A: Аланін

C: Цистеїн

D: Аспарагінова кислота

E: Глутамінова кислота

F: Фенілаланін

G: Гліцин

H: Гістидин

I: Ізолейцин

K: Лізин

L: Лейцин

M: Метіонін

N: Аспарагін

P: Пролін

Q: Глутамін

R: Аргінін

S: Серин

T: Треонін

V: Валін

W: Триптофан

Задіяний у таких біологічних процесах, як диференціація клітин, альтернативний сплайсинг. 
Секретований назовні.